# 陰屍路 (電視劇)
《陰屍路》是一部由法蘭·達拉本特創作的美國恐怖喪屍電視影集，改編自由羅伯特·柯克曼、東尼·摩爾和查理·艾德勒共同繪製的同名漫畫。直至第九季為止，主角是由安德魯·林肯所扮演的副警長瑞克·格萊姆斯，他從昏迷中醒來後發現自己身處於已被喪屍佔領的末日後世界裡。接著他決定開始尋找自己的家人，並在沿路中遇到許多其他的生還者。影集的英文標題「行屍走肉」（The Walking Dead）不只是指肆虐的喪屍，也意指這群生還者。
2010年10月31日於美國有線電視頻道AMC首播。於2010年11月透過福斯國際電視網在全球多個國家播出。本劇全十一季，後推出以《陰屍路》背景宇宙觀衍生劇、原劇高人氣要角「戴瑞、卡蘿」的衍生劇《陰屍路：戴瑞迪克森》（2023年9月播出）、「瑪姬、尼根」的衍生劇《陰屍路：死亡之城》（The Walking Dead: Dead City）（2023年6月播出）、以「瑞克、米瓊恩」接續第11季結尾衍生劇《陰屍路：生存者》（2024年2月播出）。
目前為止，這部影集獲得了普遍的好評，並在許多獎項中入圍或得獎，包括美国编剧工会奖以及金球獎的最佳戲劇類電視影集。 《陰屍路》在美國的收視率上也有傑出表現，超越了許多有線電視影集的紀錄，其中第五季首播共有1,729萬人收看，成為了基本有線電視戲劇類影集史上最多人收看的一次播出。

## 劇情概要
一種來源不明的致命病毒突然瘋狂摧殘了整座世界，並將全球三分之二的人類變成嗜血吃肉的「行屍」，而一小部分人類雖然在災難中得以倖存，但也即將為了生存而做出一系列自衛的手段，在災難之下開始進行掠奪、殺戮等等的措施。部分群體的倖存者會在尋找生路，半路上遇見的危險總是讓這些人瀕臨崩潰，承受無盡的恐懼感，不但要面對成員的生死，也要化解與其他倖存者的對立紛爭，人類社會的秩序在災難之下幾乎蕩然無存。

## 集數
| 季數 | 集数 | 集数 | 首播日期       | 首播日期       |
| 季數 | 集数 | 集数 | 首映           | 季终           |
| ---- | ---- | ---- | -------------- | -------------- |
| 1    | 6    | 6    | 2010年10月31日 | 2010年12月5日  |
| 2    | 13   | 13   | 2011年10月16日 | 2012年3月18日  |
| 3    | 16   | 16   | 2012年10月14日 | 2013年3月31日  |
| 4    | 16   | 16   | 2013年10月13日 | 2014年3月30日  |
| 5    | 16   | 16   | 2014年10月12日 | 2015年3月29日  |
| 6    | 16   | 16   | 2015年10月11日 | 2016年4月3日   |
| 7    | 16   | 16   | 2016年10月23日 | 2017年4月2日   |
| 8    | 16   | 16   | 2017年10月22日 | 2018年4月15日  |
| 9    | 16   | 16   | 2018年10月7日  | 2019年3月31日  |
| 10   | 22   | 22   | 2019年10月6日  | 2021年4月4日   |
| 11   | 24   | 24   | 2021年8月22日  | 2022年11月20日 |

### 第一季（2010）
金縣副警長瑞克在一次任務途中因為受到槍傷而陷入重度昏迷，卻在不知過了多久醒來後發現世界早已被一場神秘的病毒肆虐地天翻地覆，因此立刻回到家中發現自己的妻兒早已失蹤。自己在絕望之下被一對父子搭救，而父子也對瑞克講述事情的經過。瑞克為了不打算失去希望而踏上了尋找自己妻兒的路程，卻在來到號稱避難所的亞特蘭大後發現城市早已被行屍群佔據，瑞克在逃離時遇到了另一隊倖存者，也在隊伍的幫助下找到了自己的妻兒，卻在後來發現他們早已與當初自己最好的朋友與夥伴肖恩待在了一起。

### 第二季（2011–2012）
瑞克在疾病管制局得知並無解藥挽救後決定帶領倖存者逃離亞特蘭大城前往班寧堡軍事基地而希望得到倖存軍隊的幫助。在洲際公路上，一個大型汽車堵塞迫使他們停止前進，行屍群此時出來覓食，瑞克一行人倉皇躲避，蘇菲亞在慌亂之中為了躲避行屍而失蹤，大家不得不分頭尋找。在尋找蘇菲亞的下落同時，卡爾因為一個獵人奧提斯獵殺鹿而中了槍傷，奧提斯告知他們居住的格林農場可以為卡爾治療，倖存者們就進入了這混亂世界裡還存留的世外桃源。

### 第三季（2012–2013）
瑞克一行人離開被大型行屍群攻陷的格林農場後過了一個顛沛流離的冬天，蘿莉臨盆在即，行屍群漸漸襲來又陷入物資短缺的困局中。此時眾人發現了一所廢棄的監獄，瑞克等人覺得監獄易守難攻而成功攻入監獄入住。另一方面，安德莉亞整個冬天都與救了她的神秘刀客米瓊恩共進退。在一次軍方直昇機墜毀的意外中，二人因此重遇戴瑞的哥哥梅爾，且被帶到由一名號稱總督管治的伍德貝瑞，一個受到嚴密的守備，毫無行屍威脅的小鎮。但總督表面上和藹可親，內心卻極度心狠手辣、不擇手段的統治方式也引來了與瑞克一行人的“戰爭”。

### 第四季（2013–2014）
瑞克一行人將伍德貝瑞的倖存者接到到監獄中生活了一個無意外的幾個月，眾人也重建了監獄文明，但原本平靜的生活卻被突然冒出的一種致命流感中止了。發病的人會在短時間內死亡後變成行屍，而對監獄中的倖存者造成相當大的恐慌，後來又出現有兩個生病的人被殺掉後焚屍的事情，因此瑞克也認為是有人從中作亂。而此時在監獄外圍，行屍群因為季節的影響而開始往人口密集的地方行走，瑞克也逐漸發現監獄的圍牆遲早會被推翻，而且昔日的死敵總督依然逃亡在外，而瑞克一行人這次迎來了一場前所未有的大挑戰。

### 第五季（2014–2015）
此季描述瑞克·格萊姆斯一行人全體匯聚後的旅程，在尋找安全地帶的過程中也即將面對新的危機。同時介紹進幾位來自漫畫的角色，神父蓋博瑞·史托克斯、以及改編於漫畫中「捕獵者」團夥的終點站食人族，還包括久未出現的摩根·瓊斯。此季敘事風格比上一季還要緩和許多，但描寫各個人物性格的劇情會更為細緻。

### 第六季（2015–2016）
好不容易逃到安全區的瑞克一行人，向安全區的全體居民證明了自己的存在意義後，開始帶領這群對在外危險一無所知的居民渡過難關。但好景不長，一個規模堪稱最大的行屍群體對安全區造成威脅，瑞克發現如果讓它們殺到安全區，所有人都會淪為甕中之鱉，於是打算帶領一眾居民先下手為強。在計畫進行當天，在安全區卻發生了另外一個危機，危機所觸發的警報不僅讓瑞克的完美計畫陣腳大亂，甚至還造成規模一半的行屍群體來到了安全區門口敲門。瑞克等人在回去的路上損兵折將，甚至負責帶領剩餘行屍的三人小組也失去了聯繫，瑞克好不容易趕在行屍群之前回到安全區，但也開始面臨每一個領導者都會畏懼的“內憂外患”之問題。

### 第七季（2016–2017）
強大土匪軍團「救世軍」頭目尼根的一次迎頭痛擊，讓瑞克一行人頭一次輸的灰頭土臉，目睹戰友在自己面前被血腥處決的瑞克，決定從此屈膝遵從尼根的一切需求。為此，來勢洶洶的救世軍開始放肆掠奪瑞克的家園，見什麼喜歡就拿什麼，而瑞克為了不想再損失自己人，只好站在一旁忍氣吞聲。另一邊，被救世軍劫走做人質的戴瑞遭受了慘無人道的折磨，但他也發現部分救世軍只是同樣懼怕尼根才乖乖就範。久未露面的摩根和卡蘿這時被另一個大型社區「神之國」收留，並發現他們同樣也遭受救世軍的威脅。在尼根的肆意妄為、橫行霸道之下，瑞克受到家人的點醒才開始從愚鈍中覺醒，由於「敵人的敵人就是朋友」，瑞克開始與山頂寨以及神之國結盟，聯手對抗救世軍。.....

### 第八季（2017–2018）
戰爭來臨！亞歷山大社區、山頂寨和王國城的隊伍首次結盟，跟以尼根為首的救世軍展開一輪史詩級的全面戰爭。所有人跟從瑞克的計劃，將救世軍總部前引入大量行屍將他們圍住，隨後一一殲滅救世軍的其餘哨站。戰爭導致瑞克一方和救世軍都傷亡慘重，但在爭論是否對救世軍過於“仁慈”時，瑞克的方法同時引起部分人士的反駁。持續面臨敵人屢次反抗，救世軍內部同樣出現內鬨，一小部分人也開始抗議尼根善用的“殺一儆百”方式。瑞克盡他所能去阻止救世軍奪回局勢，另一邊也要面對家人在外的安危，一瞬間陷入蠟燭兩頭燒局面的他，開始考慮去尋求原先不願參戰的家園幫助。

### 第九季（2018–2019）
戰爭最終以瑞克一方的勝利告終，救世軍集體投降後被寬恕，而敵方領袖尼根從此被拘禁起來面臨終身監禁。戰爭結束過去一年半，主掌一切的瑞克為了兌現和兒子卡爾的承諾，開始重新規劃各個家園，讓曾經的敵人與朋友們聯合在一起渡過難關。但和平永遠只是“曇花一現”，一心嚮往和平與團結的瑞克卻忽略掉重要事實，敵方和我方的一小部分人仍然沒有忘卻過去的恩怨。起初開始發生幾位救世軍的失蹤事件，而動手的人似乎就藏在他們當中。越來越多的謎團逐漸開始再次引發過去早已結束的鬥爭，讓不想重蹈覆轍的瑞克感到焦頭爛額，使他質疑自己是否能繼續“勝任”領袖。

### 第十季（2019–2021）
自從發生過慘烈集會屠殺事件後，四大社區在幾個月的冬季時間裡開始全力集結備戰，準備聯合殲滅強大敵人「低語者」，其由冷血強勢的女領袖阿爾法帶領。勉強擔任起戰爭領袖職責的戴瑞，發現低語者造成的威懾及影響力造成家園內部人心惶惶，四處留有遭人“內部破壞”的多個痕跡。在這種防不勝防的情況下，低語者反比以往更為猖獗，四處擴張領地和軍力，所籌集的行屍數量已多達數千隻。在集會上痛失養子的卡蘿，因失去甚多而悲痛萬分，屢次不顧一切的打算替子報仇；即便多次牽連到同伴安危卻仍不肯收手。隨著家園一個接一個被攻陷，迫使所有人為生存而只能全力應戰。

## 演員
本系列有幾名演員跟陰屍路編劇法蘭·達拉本特之前有過合作，包括蘿莉·荷登，杰弗里·迪莫恩，梅利莎·麥克布萊德和胡安·加布里埃爾·帕雷哈，他們四位曾出現在達拉本特2007年執導的電影《迷霧驚魂》。傑弗里·迪莫恩也曾出現在幾個達拉本特的電影中，包括《月黑高飛》（1994年）、《綠色奇蹟》（1999）、《忘我奇緣》（2001）及《迷霧驚魂》（2007）。

### 主要演員
| 演員               | 角色                  | 角色               | 登場季數 | 登場季數 | 登場季數 | 登場季數 | 登場季數 | 登場季數 | 登場季數 | 登場季數 | 登場季數 | 登場季數 | 登場季數 |      |
| 演員               | 譯名                  | 原名               | 1        | 2        | 3        | 4        | 5        | 6        | 7        | 8        | 9        | 10       | 11       |      |
| ------------------ | --------------------- | ------------------ | -------- | -------- | -------- | -------- | -------- | -------- | -------- | -------- | -------- | -------- | -------- | ---- |
| 安德魯·林肯        | 瑞克·格萊姆斯         | Rick Grimes        | 主要     | 主要     | 主要     | 主要     | 主要     | 主要     | 主要     | 主要     | 主要     |          | 客串     |      |
| 喬·博恩瑟          | 夏恩·沃爾什           | Shane Walsh        | 主要     | 主要     | 僅獻聲   |          |          |          |          |          | 僅獻聲   | 客串     | 客串     |      |
| 莎拉·維恩·考麗絲   | 蘿莉·格萊姆斯         | Lori Grimes        | 主要     | 主要     | 主要     |          |          |          |          |          |          |          | 客串     |      |
| 蘿莉·荷登          | 安德莉亚              | Andrea             | 主要     | 主要     | 主要     |          |          |          |          |          |          |          |          |      |
| 傑弗里·迪莫恩      | 戴爾·霍瓦士           | Dale Horvath       | 主要     | 主要     |          |          |          |          |          |          |          |          |          |      |
| 史蒂文·連          | 葛倫                  | Glenn Rhee         | 主要     | 主要     | 主要     | 主要     | 主要     | 主要     |          |          |          |          | 客串     |      |
| 錢德勒·里格斯      | 卡爾·格萊姆斯         | Carl Grimes        | 主要     | 主要     | 主要     | 主要     | 主要     | 主要     | 主要     | 主要     |          |          | 客串     |      |
| 諾曼·李杜斯        | 戴瑞·迪克森           | Daryl Dixon        | 反覆出現 | 主要     | 主要     | 主要     | 主要     | 主要     | 主要     | 主要     | 主要     | 主要     | 主要     |      |
| 梅麗莎·麥克布萊德  | 卡蘿·派勒提爾         | Carol Peletier     | 反覆出現 | 主要     | 主要     | 主要     | 主要     | 主要     | 主要     | 主要     | 主要     | 主要     | 主要     |      |
| 蘿倫·科漢          | 瑪姬·格林             | Maggie Greene      |          | 反覆出現 | 主要     | 主要     | 主要     | 主要     | 主要     | 主要     | 主要     | 主要     | 主要     |      |
| 史考特·威爾遜      | 赫謝爾·格林           | Hershel Greene     |          | 反覆出現 | 主要     | 主要     |          |          |          |          |          | 客串     | 客串     |      |
| 達娜·古瑞拉        | 米瓊恩                | Michonne           |          | （替身） | 主要     | 主要     | 主要     | 主要     | 主要     | 主要     | 主要     | 主要     | 客串     |      |
| 艾蜜莉·金尼        | 貝絲·格林             | Beth Greene        |          | 反覆出現 | 反覆出現 | 主要     | 主要     |          |          |          |          |          |          |      |
| 麥可·魯克          | 梅爾·迪克森           | Merle Dixon        | 反覆出現 | 客串     | 主要     |          |          |          |          |          |          |          | 客串     |      |
| 大衛·莫瑞瑟        | 「總督」菲利普·布萊克 | The Governor       |          |          | 主要     | 主要     |          |          |          |          |          |          | 客串     |      |
| 查德·柯曼          | 泰瑞斯                | Tyreese            |          |          | 反覆出現 | 主要     | 主要     |          |          |          |          |          |          |      |
| 索妮瓜·馬丁-葛林   | 薩沙                  | Sasha              |          |          | 反覆出現 | 主要     | 主要     | 主要     | 主要     |          |          | 客串     | 客串     |      |
| 小賴瑞·吉利亞      | 鮑勃·史都奇           | Bob Stookey        |          |          |          | 主要     | 主要     |          |          |          |          |          |          |      |
| 阿蘭娜·莫特森      | 塔拉·錢伯             | Tara Chambler      |          |          |          | 反覆出現 | 主要     | 主要     | 主要     | 主要     | 主要     |          |          |      |
| 邁克·庫立茲        | 亞伯拉罕·福特         | Abraham Ford       |          |          |          | 反覆出現 | 主要     | 主要     |          |          |          |          | 客串     |      |
| 喬希·麥克德米特    | 尤金·波特             | Eugene Porter      |          |          |          | 反覆出現 | 主要     | 主要     | 主要     | 主要     | 主要     | 主要     | 主要     |      |
| 克莉絲汀·瑟拉圖絲  | 蘿西塔·艾斯蘿薩       | Rosita Espinosa    |          |          |          | 反覆出現 | 主要     | 主要     | 主要     | 主要     | 主要     | 主要     | 主要     |      |
| 塞思·吉列姆        | 加布里·斯多克斯       | Gabriel Stokes     |          |          |          |          | 反覆出現 | 反覆出現 | 主要     | 主要     | 主要     | 主要     | 主要     |      |
| 羅斯·馬奎德        | 亞倫                  | Aaron              |          |          |          |          | 反覆出現 | 主要     | 主要     | 主要     | 主要     | 主要     | 主要     |      |
| 凱特琳·內肯        | 伊妮德                | Enid               |          |          |          |          | 反覆出現 | 反覆出現 | 反覆出現 | 主要     | 主要     |          |          |      |
| 湯姆·佩恩          | 保羅·「耶穌」·羅維亞  | Paul "Jesus" Rovia |          |          |          |          |          | 反覆出現 | 主要     | 主要     | 主要     |          |          |      |
| 傑佛瑞·狄恩·摩根   | 尼根                  | Negan              |          |          |          |          |          | 反覆出現 | 主要     | 主要     | 主要     | 主要     | 主要     | 主要 |
| 卡瑞·佩頓          | 以西結                | Ezekiel            |          |          |          |          |          |          | 主要     | 主要     | 主要     | 主要     | 主要     |      |
| 波利安娜・麥金托許 | 潔蒂斯/安妮           | Jadis/Anne         |          |          |          |          |          |          | 主要     | 主要     | 主要     |          |          |      |
| 艾維·納許          | 西迪克                | Siddiq             |          |          |          |          |          |          |          | 反覆出現 | 主要     | 主要     | 客串     |      |
| 卡倫·麥克奧利菲    | 奧爾登                | Alden              |          |          |          |          |          |          |          | 反覆出現 | 主要     | 主要     |          |      |
| 凱西蒂·麥克林西    | 莉蒂亞                | Lydia              |          |          |          |          |          |          |          |          | 主要     | 主要     | 主要     |      |
| 莎曼珊·莫頓        | 阿爾法                | Alpha              |          |          |          |          |          |          |          |          | 主要     | 主要     |          |      |
| 萊恩·赫斯特        | 貝塔                  | Beta               |          |          |          |          |          |          |          |          | 主要     | 主要     |          |      |

### 其他演員
| 演員                   | 角色                | 角色                  | 香港粵語配音員            | 季數     | 季數     | 季數     | 季數     | 季數     |      |
| 演員                   | 譯名                | 原名                  | 香港粵語配音員            | 1        | 2        | 3        | 4        | 5        |      |
| ---------------------- | ------------------- | --------------------- | ------------------------- | -------- | -------- | -------- | -------- | -------- | ---- |
| IronE Singleton        | T仔                 | T-Dog                 | 何承駿(S.1) 黃啟昌(S.2-3) | 主要     | 主要     | 客串     |          |          |      |
| 倫尼·詹姆斯            | 摩根·瓊斯           | Morgan Jones          | 葉振聲                    | 反覆出現 |          | 客串     |          | 主要     | 主要 |
| 麥迪遜·林茨            | 蘇菲亞·派勒提爾     | Sophia                |                           | 反覆出現 | 反覆出現 |          |          |          |      |
| 艾瑪·貝爾              | 艾咪                | Amy                   | 余欣沛                    | 反覆出現 |          | 僅獻聲   |          |          |      |
| 傑里爾·普雷斯科特      | 賈琪                | Jacqui                | 謝潔貞                    | 反覆出現 |          | 僅獻聲   |          |          |      |
| 安德魯·羅森伯格        | 吉姆                | Jim                   |                           | 反覆出現 |          | 僅獻聲   |          |          |      |
| 亞當·米納羅維奇        | 艾德·派勒提爾       | Ed Peletier           | 張錦江                    | 反覆出現 | 客串     |          |          |          |      |
| 胡安·加布里埃爾·帕雷亞 | 摩拉勒斯            | Morales               |                           | 反覆出現 |          |          |          |          |      |
| 簡·麥克尼爾            | 帕特雷莎            | Patricia              |                           |          | 反覆出現 |          |          |          |      |
| James Allen McCune     | 吉米                | Jimmy                 | 張裕東                    |          | 反覆出現 |          |          |          |      |
| 米高·澤根              | 藍道·卡佛           | Randall Culver        | 周倚天                    |          | 反覆出現 |          |          |          |      |
| 陸·譚波                | 阿克塞              | Axel                  |                           |          |          | 反覆出現 |          |          |      |
| 文森特·沃德            | 奧斯卡              | Oscar                 | 蕭徽勇                    |          |          | 反覆出現 |          |          |      |
| 達拉斯·羅伯茨          | 米爾頓·马梅特       | Milton Mamet          | 招世亮 葉振聲(代配)       |          |          | 反覆出現 |          |          |      |
| Tyler Chase            | 本                  | Ben                   |                           |          |          | 反覆出現 |          |          |      |
| Daniel Thomas May      | 艾倫                | Allen                 | 黃啟昌                    |          |          | 反覆出現 |          |          |      |
| Melissa Ponzio         | 凱倫                | Karen                 |                           |          |          | 反覆出現 | 反覆出現 |          |      |
| 何塞·帕勃羅·坎蒂略     | 凱撒·馬丁內斯       | Caesar Martinez       | 周倚天                    |          |          | 反覆出現 | 反覆出現 |          |      |
| 安德魯·維斯特          | 葛瑞斯              | Gareth                |                           |          |          |          | 客串     | 反覆出現 |      |
| Travis Love            | 尚珀特              | Shumpert              |                           |          |          | 反覆出現 | 客串     |          |      |
| 孫克許·巴拉            | 凯莱布·苏布拉马尼扬 | Dr. Caleb Subramanian |                           |          |          |          | 反覆出現 |          |      |
| 布萊頓·沙爾比諾        | 麗茲·塞繆爾         | Lizzie Samuels        |                           |          |          |          | 反覆出現 | 反覆出現 |      |
| 凱拉·肯尼迪            | 米卡·塞繆爾         | Mika Samuels          |                           |          |          |          | 反覆出現 | 反覆出現 |      |
| 文森特·馬丁拉          | 帕特里克            | Patrick               |                           |          |          |          | 反覆出現 |          |      |
| 奧黛麗·瑪麗·安德森     | 莉莉·钱布勒         | Lilly Chambler        |                           |          |          |          | 反覆出現 |          |      |
| Meyrick Murphy         | 梅根·钱布勒         | Meghan Chambler       |                           |          |          |          | 反覆出現 |          |      |
| 傑夫·科伯              | 乔                  | Joe                   |                           |          |          |          | 反覆出現 |          |      |
| 丹妮絲·克羅斯比        | 玛丽                | Mary                  |                           |          |          |          | 反覆出現 | 客串     |      |
| 克里斯·科伊            | 马丁                | Martin                |                           |          |          |          |          | 反覆出現 |      |
| 克里斯汀·伍茲          | 道恩·蘭娜中尉       | Lt. Dawn Lerner       |                           |          |          |          |          | 反覆出現 |      |
| 埃里克·詹森            | 史蒂文·爱德华兹     | Dr. Steven Edwards    |                           |          |          |          |          | 反覆出現 |      |
| 泰勒·詹姆斯·威廉姆斯   | 諾亞                | Noah                  |                           |          |          |          |          | 反覆出現 |      |
| Jordan Woods-Robinson  | 艾瑞克              | Eric                  |                           |          |          |          |          | 反覆出現 |      |
| 托瓦·費爾德舒          | 迪安娜·门罗         | Deanna Monroe         |                           |          |          |          |          | 反覆出現 |      |
| 亞歷珊卓·布雷肯里奇    | 傑西·安德森         | Jessie Anderson       |                           |          |          |          |          | 反覆出現 |      |
| Daniel Bonjour         | 艾登·门罗           | Aiden Monroe          |                           |          |          |          |          | 反覆出現 |      |
| 奧斯汀·艾布拉姆斯      | 罗恩                | Ron                   |                           |          |          |          |          | 反覆出現 |      |
| Corey Brill            | 彼特·安德森         | Pete Anderson         |                           |          |          |          |          | 反覆出現 |      |
| Michael Traynor        | 尼可拉斯            | Nicholas              |                           |          |          |          |          | 反覆出現 |      |
| 凯特琳·内肯            | 伊妮德              | Enid                  |                           |          |          |          |          | 反覆出現 |      |
| Elijah Marcano         | 迈基                | Mikey                 |                           |          |          |          |          | 反覆出現 |      |
| Major Dodson           | 山姆·安德森         | Sam Anderson          |                           |          |          |          |          | 反覆出現 |      |
| Ann Mahoney            | 奥利维娅            | Olivia                |                           |          |          |          |          | 反覆出現 |      |
| 奥斯汀·尼可斯          | 斯彭切尔·门罗       | Spencer Monroe        |                           |          |          |          |          | 反覆出現 |      |
| 傑森·道格拉斯          | 托賓                | Tobin                 |                           |          |          |          |          | 反覆出現 |      |

## 製作
儘管喪屍題材在電影中屢見不鮮，但在電視上還沒有先例。2007年，哥倫比亞廣播公司曾試圖打造一部名為《Babylon Fields》的喪屍電視劇，但是哥倫比亞的高層在看過試映集之後，認為該劇不符合哥倫比亞的市場定位，最終放棄該劇。2010年8月AMC電視台公佈《陰屍路》（The Walking Dead）的劇照和劇場照。男主角瑞克·格萊姆斯警官（英國演員安德魯·林肯飾演）首次亮相。
該劇講述倖存者在喪屍橫行的世界裡求生存的故事，是電視史上第一部真正意義上的「喪屍影集」。這次他們把目光瞄向在北美地區頗受歡迎的科幻恐怖漫畫—《陰屍路》。AMC不僅請來原漫畫的作者羅伯特·柯克曼擔任該劇的執行製片人，還邀請獲得三屆奧斯卡提名的法蘭·達拉本特（《肖申克的救赎》、《綠色奇蹟》）撰寫該劇劇本並執導首集。有著豐富科幻片經驗的蓋爾·安妮·赫德（《魔鬼終結者》、《異形》、《世界末日》、《無敵浩克》）兼任執行製片人。

### 發展
2010年1月20日，AMC正式宣布，簽約了陰屍路漫畫書系列試點，改編自弗蘭克·達拉邦特漫畫書系列陰屍路，由蓋爾·安妮·赫德擔任執行製片人，法蘭·達拉本特編劇及執導。

### 拍攝
陰屍路拍攝地點主要是在喬治亞州。該系列完全使用16毫米膠片拍攝。大衛·塔特索爾(David Tattersall)除了在試驗情節外其餘的攝影總監是大衛·博伊德(David Boyd)。
製作設計是由格雷格·梅爾頓(Greg Melton)和亞歷克斯·豪伊杜(Alex Hajdu)。特效團隊包括經驗豐富的特效化妝設計師格雷戈里·(Gregory Nicotero)，特技指導達雷爾·普里切特(Darrell Pritchett)，和視覺效果總監山姆·尼科爾森(Sam Nicholson)和傑森·斯珀林(Jason Sperling)。

## 市場行銷
陰屍路在同週於120個國家播放。為配合擴張性質的首映活動，宣傳和提高首映預期，AMC和福克斯國際頻道在2010年10月26日舉行了世界性的殭屍大侵略活動。在24小時內入侵了26個主要城市，活動從香港、台北出發，最終在美國洛杉磯首映展會結束。
這部電視劇也給觀眾們贏得扮演群眾殭屍的機會。觀眾們必須在次日早上在AMC網站上找到關鍵的祕密文字。這些祕密文字分別是「survival」（生存；2010年10月31日）、「hungry」（饑餓；2010年11月7日）及「fever」（發熱；2010年11月14日）。

## 播映時間
| 季數   | 播映地區 | 播出時譯名 | 播出頻道             | 時段                        | 首播日期                                                      | 結束日期                                       | 集數 |
| ------ | -------- | ---------- | -------------------- | --------------------------- | ------------------------------------------------------------- | ---------------------------------------------- | ---- |
| 第一季 | 亞洲     |            | FX、FOX、STAR WORLD  |                             | 2011年11月5日                                                 |                                                | 6    |
| 第一季 | 香港     |            | now香港台（FIC贊助） | 22:30                       | 2011年8月30日                                                 | 2012年1月24日                                  | 6    |
| 第一季 | 香港     |            | 無線電視明珠台       | 22:35                       | 2011年8月30日                                                 |                                                | 6    |
| 第一季 | 中華民國 |            | STAR MOVIES          | 21:00                       | 2011年3月5日                                                  | 2011年3月19日                                  | 6    |
| 第二季 | 香港     | 第二季     | now香港台            | 22:30                       | 2012年1月17日                                                 |                                                | 13   |
| 第二季 | 香港     |            | 無線電視明珠台       | 22:35                       | 2012年10月3日                                                 | 2012年12月26日                                 | 13   |
| 第二季 | 中華民國 |            | STAR MOVIES          | 21:00                       | 2011年11月24日（Part 1） 2012年3月8日（Part 2）               | 2012年4月12日（Part 2）                        | 13   |
| 第三季 | 香港     |            | 無綫電視明珠台       | 22:40（逢星期三 晚上10:40） | 2013年7月17日                                                 |                                                | 16   |
| 第三季 | 中華民國 |            | STAR MOVIES          | 21:00                       | 2012年10月18日（Part 1） 2013年2月14日（Part 2）              | 2012年12月6日（Part 1） 2013年4月4日（Part 2） | 16   |
| 第四季 | 中華民國 |            | STAR MOVIES          | 21:00                       | 2013年10月19日第一集首播                                      |                                                | 16   |
| 第五季 | 中華民國 |            | FOX / FOX HD         | 22:00                       | 2014年10月13日第一集首播(part1) 2015年2月8日第九集開播(part2) |                                                | 16   |
| 第六季 |          |            |                      |                             |                                                               |                                                | 16   |
| 第七季 |          |            |                      |                             |                                                               |                                                | 16   |
| 第八季 |          |            |                      |                             |                                                               |                                                | 16   |
| 第九季 |          |            |                      |                             |                                                               |                                                | 16   |

## 衍生作品

### 網路短劇
《陰屍路：生離死別》（The Walking Dead: Torn Apart）AMC於2011年10月3日於官網放送，共六集。
《陰屍路：冷凍》（The Walking Dead: Cold Storage）AMC於2012年10月1日於官網放送，共四集。
《陰屍路：誓言》（The Walking Dead: Oath）AMC於2013年10月1日於官網放送，共三集。

## 外部連結
- 官方网站
- 互联网电影数据库（IMDb）上《陰屍路》的资料（英文）
- 陰屍路(美國AMC官方)的Facebook專頁

## 節目變遷
| 香港無綫電視明珠台 星期二 22:35-23:30                | 香港無綫電視明珠台 星期二 22:35-23:30      | 香港無綫電視明珠台 星期二 22:35-23:30                      |
| ---------------------------------------------------- | ------------------------------------------ | ---------------------------------------------------------- |
|                                                      | 行屍（第一季） （2011.08.30 - 2011.10.04） |                                                            |
| 絕地反擊（第一季） （2011.07.19 - 2011.08.23）       | 雷霆戰海 （2011.10.11 - 2011.12.13）       |                                                            |
| 星期三 22:35-23:35                                   |                                            |                                                            |
| F檔案（第四季） （2012.04.18 - 2012.09.26）          | 行屍（第二季） （2012.10.03 - 2012.12.26） | 美國怪談 （2013.01.02 - 2013.03.27）                       |
| 星期三 22:35/22:40-23:30/23:35                       |                                            |                                                            |
| F檔案（第五季） （2013.04.03 - 2013.06.26）          | 行屍（第三季） （2013.07.17 - 2013.10.30） | 聖經故事 （2013.11.06 - 2014.01.08）                       |
| 星期二至五 00:00/00:05-00:55/01:00                   |                                            |                                                            |
| 行屍（第三季）（重播） （2015.04.10 - 2015.05.07）   | 行屍（第四季） （2015.05.08 - 2015.06.04） | 靈感探案（第二季，第11至14集） （2015.06.05 - 2015.06.11） |
| 星期二至六 00:00/00:05-00:55/01:00                   |                                            |                                                            |
| 賈神探（第七季）（重播） （2017.04.28 - 2017.05.27） | 行屍（第五季） （2017.05.30 - 2017.06.20） | 神盾局特工（第二季）（重播） （2017.06.21 - 2017.07.19）   |
| 星期二 22:40-23:35/23:40                             |                                            |                                                            |
| 閃電俠（第三季） （2017.01.10 - 2017.06.13）         | 行屍（第六季） （2017.06.20 - 2017.10.03） | 轟天炮（第一季） （2017.10.10 - 2018.02.06）               |